# うちの弁護士は手がかかる
『うちの弁護士は手がかかる』（うちのべんごしはてがかかる）は、2023年10月13日から12月22日までフジテレビ系で54年ぶりに放送されるドラマ枠「フジテレビ金曜9時枠の連続ドラマ」で放送されたテレビドラマ
。主演はムロツヨシ。
スター女優を育てた芸能事務所の元敏腕マネージャーが、超エリートなのにどこか不器用でポンコツな新人弁護士に振り回されながらパラリーガルとして奮闘する、育成型リーガルエンターテインメント。

## あらすじ
蔵前勉は、30年にわたって人気女優・笠原梨乃をサポートし続けてきた超敏腕マネージャーで彼女を日本のトップ女優にまで押し上げるが、ある日突然、解雇を告げられる。絶望のあまり、雨の中をひたすら歩いていた蔵前は、たどり着いた駅で若い女性が落とした書類を見つける。それは最年少で司法試験に合格した超エリート新人弁護士・天野杏のものだった。蔵前は杏が弁護士バッチをつけていたことから香澄法律事務所を探し当て書類を届け身の上を漏らすと、代表弁護士である香澄今日子から杏のパラリーガルとしての雇用を打診される。こうして、敏腕マネージャーから新人パラリーガルへと転身した蔵前と、法律の知識に秀でつつも人間関係に苦手意識を抱く天野のコンビは、弁護活動に取り組んでいく。

## キャスト

### 主要人物
蔵前勉（くらまえ べん）
演 - ムロツヨシ
梨乃を30年に渡ってサポートしてきた超敏腕マネージャー。2人の夢だった海外進出を目前に、突然、解雇されてしまう。
杏が駅のホームで落とした書類を香澄法律事務所に届けたことで、パラリーガルとして、新人弁護士である杏のマネジメントを任される。

天野杏（あまの あん）
演 - 平手友梨奈（中学時代：早瀬憩）
香澄法律事務所の新人弁護士。高校2年生の時に予備試験に合格し、翌年には司法試験に最年少で合格した超エリートのはずが、猪突猛進な性格で人とのコミュニケーションが苦手であり、不器用でポンコツ。

### 周辺人物
笠原梨乃（かさはら りの）
演 - 吉瀬美智子
蔵前が30年にわたりマネージメントを担当してきた人気女優。蔵前に突然の解雇宣告を行う。

安藤カオリ（あんどう カオリ）
演 - 安達祐実
蔵前と同じく元マネージャーの仲間。ズバズバ言うが、親身になって悩みを聞いてくれる人物。

### 香澄法律事務所
香澄今日子（かすみ きょうこ）
演 - 戸田恵子
所長。

丸屋泰造（まるや たいぞう）
演 - 酒向芳
敏腕パラリーガル。事務作業を一手に引き受ける。

山崎慶太（やまざき けいた）
演 - 松尾諭
弁護士。事務所のムードメーカー的存在。大学受験で5浪し、司法試験でも5回目で合格した。テレビに出ることが一つの夢であり、作品内では「逃走中」に出演しており、実際に「逃走中〜ハンターと浅草の相棒」に山崎を演じる松尾が参加した。

辻井玲子（つじい れいこ）
演 - 村川絵梨
弁護士。司法試験に一発で合格した優秀な弁護士。

岩渕亮平（いわぶち りょうへい）
演 - 日向亘
アルバイトとして在籍するパラリーガル。

### 天野法律事務所
天野さくら（あまの さくら）
演 - 江口のりこ
所長。杏の異母姉。

大神楓（おおかみ かえで）
演 - 菅野莉央
弁護士。仕事ができて、理論的に相手を追い込んでいくところから「アンドロイド」と呼ばれている。

海堂俊介（かいどう しゅんすけ）
演 - 大倉孝二
弁護士。裁判で勝利するためにはどんな手でも利用する。

### その他
店長
演 - 本多力
蔵前が毎朝、梨乃用のドリンクを購入するコーヒーショップの店長。

### ゲスト

#### 第1話
吉岡（よしおか）
演 - 入山法子（第9話・第10話）
フリーランスのドラマのアシスタントプロデューサー。静川からパワハラを受けながら私生活も犠牲にして滅私奉公してきたが、新人の鮎原を次のプロデューサー候補にすると言われ、パワハラで静川を訴えようとする。第9話ではプロデューサーに昇格している。

静川薫（しずかわ かおる）
演 - 東根作寿英（第7話・第10話）
ヤマトテレビのプロデューサー。

鮎原依子（あゆはら よりこ）
演 - 田中真琴
新人アシスタントプロデューサー。

SHISHAMO
演 - SHISHAMO（本人役）
ライブで「私のままで」を披露する。

店員
演 - 小室瑛莉子（フジテレビアナウンサー）（第2話）
蔵前が通うコーヒーショップの店員。

裁判長
演 - 田村義晃
吉岡が静川を訴えた裁判の裁判長。

監督、検事役
演 - 内倉憲二、関幸治
杏が撮影現場に侵入したドラマの監督と検事役の役者。

女優、ヘアメイク、助監督
演 - 中井さくら、有田あん、桑畑亨成
静川のパワハラを証言するも、裁判に証人として出廷するのを躊躇する人たち。

警備員
演 - 土山茜
SHISHAMOのコンサートの警備員。

#### 第2話
若宮円（わかみや まどか）
演 - 渡邊圭祐（中学時代：川口和空）（第10話）
杏の中学1年時の同級生。イジメが原因で不登校となり、以後7年間も引きこもっている。
若宮翔子（わかみや しょうこ）
演 - 有森也実
円の母。
合田修吾（ごうだ しゅうご）
演 - 曽田陵介（中学時代：内藤心希）
杏の中学1年時の同級生。現在は人気YouTuber。
中島雄介、木村弘美
演 - 浅野郁哉（中学時代：中村悠人）、岩崎藤江（中学時代：本間里彩）
上記同様の同級生で現在もYouTuber合田の仲間。
片山菜々子
演 - 松村ひらり
同窓会後、杏に情報提供する同級生。
先生
演 - 大和田紗希
桃邦学園中学校第76期 1年B組の担任教師。
同窓生
演 - 濱尾咲綺、中心愛、廣岡実夢
居酒屋で杏を囲んで「うちのこと覚えてる？」と話しかける同窓生たち。

#### 第3話
樋口翔（ひぐち しょう）
演 - 三浦綺羅（第10話）
父親が母親にケガをさせ逮捕された傷害事件を不起訴にしてほしいと香澄法律事務所に頼みに来た少年。
樋口明乃（ひぐち あきの）
演 - 野村麻純
翔の母。赤川食品の会長の娘。離婚係争で親権を主張している。
樋口徹（ひぐち とおる）
演 - 永岡佑（第10話）
翔の父。元日本代表のプロ野球選手。現在は「シロネコ宅配便」のドライバーと深夜の工場清掃のアルバイトを掛け持ちし家計を支えている。
峯田
演 - 俵山峻（スクールゾーン）
婚活アプリで出逢った女性が30歳もさば読みしていたと香澄法律事務所に相談に来た。
男性
演 - 橋本稜（スクールゾーン）
居酒屋のもつ煮込みをツンツンした動画がネットで大炎上したことを香澄法律事務所に相談に来た。
司会
演 - 海老原優香（フジテレビアナウンサー）
今日子が出演したテレビ番組「Oha! ハピッ」の司会。
田中
演 - 画大
樋口夫婦間の傷害事件の担当検事。海堂俊介の同期。
安蘭、音遊人
演 - 高松アロハ、菊池銀河
明乃が入れ込んでいるホストとその同僚。
裁判長
演 - 酒井康行
親権を争う樋口夫婦の裁判の裁判長。
スタントマン
演 - 大林ちえり、根本太樹、仁木絋、阿部悠平
樋口夫婦の傷害事件の現場検証のために杏が雇ったスタントマンたち。

#### 第4話
木原健太（きはら けんた）
演 - 戸塚純貴（第10話）
被告人。日雇い派遣労働者。被害者を歩道橋の階段から突き落とし死亡させたとして起訴された。
後藤敦
演 - 伊藤孝太郎
被害者。被告人と肩がぶつかったと口論になり歩道橋で突き落とされたとされている。
清川
演 - 田中幸太朗
木原被告の裁判の検察官。
花村藍子
演 - Leola
木原と同じアパート「コーポ田口」に住む女性。メジャーデビューが決まっているストリートシンガー。実は後藤の元交際相手。
木原明日香
演 - 田鍋梨々花
木原の妹。
隣人
演 - うらじぬの（役名：岡本）、数ヒロキ
「コーポ田口」に住む木原の隣人。
裁判長
演 - 小沼朝生
木原被告の裁判の裁判長。
裁判員
演 - 坂本文子
天野杏と口論する裁判員。
証人
演 - 野川慧、中野克馬、長谷川大
後藤敦の交友関係、仲間内での評判などを証言する。
男性
演 - 黒田浩史
現場で後藤の財布を拾っていたホームレス。女性を見かけたとも証言した。

#### 第5話
上畑健（かみはた けん）
演 - 嘉島陸（第10話）
中央体育大学ボクシング部員。スパーリング中に受けたパンチによる脳しんとうと頸椎捻挫で入院し、代表選考の試合出場を断念する。
田中雄二（たなか ゆうじ）
演 - 浜野謙太
中央体育大学ボクシング部コーチ。
相羽幸喜（あいば こうき）
演 - 佐久本宝
中央体育大学ボクシング部員。健の怪我の原因となったスパーリングの相手。
上畑亮、上畑順子
演 - 林泰文、田山由起
健の両親。息子のケガは事故だったとする大学側の対応に納得いかず、香澄法律事務所を訪れる。
斎藤秀一郎（さいとう しゅういちろう）
演 - 飯田基祐
中央体育大学 理事長。
篠原
演 - 東野絢香
中央体育大学ボクシング部トレーナー。
吉田
演 - 綾田俊樹
斎藤秀一郎の運転手。
神田修二、西川和子
演 - 小曽根章央、伊藤麻実子
蔵前が入院した吉前総合病院の医師と看護師。
救急隊員
演 - 大村わたる
道端で倒れた蔵前を救急車で搬送した。
看護師
演 - 加藤才紀子
吉前総合病院に入院中の上畑健を担当する。
部員
演 - 蟻浪航、たろちゃん組（シネマンガテレビ）、乙木勇人
中央体育大学ボクシング部員たち。健のケガは避けられない事故だったと今日子と杏に証言する。

#### 第6話
麻生一郎（あそう いちろう）
演 - 津田健次郎（第10話）
蔵前の同級生。有名予備校「レルネンアカデミー」の講師をしながら、教育系動画チャンネル「東大トリセツチャンネル」での配信者としても人気を博す。
麻生悦子（あそう えつこ）
演 - 遊井亮子
一郎の妻。
麻生光希（あそう みつき）
演 - 新井美羽
一郎の高校2年生の長女。
上山田
演 - 前原滉
「上山田ラブ相談チャンネル」というサイトの動画配信者。
鈴原
演 - 中村公隆
予備校「レルネンアカデミー」の講師。人気の一郎のせいで授業数が減り、来月にも退職するという。
ゆかり
演 - 星野奈緒
上山田のチャンネルのコラボ動画で一郎と共にゆかり先生として登場した女性。実は一郎かかりつけのメンタルクリニックのカウンセラー。
店員
演 - 松川星
居酒屋の店員。一郎の動画チャンネルのファンで、ツーショット撮影やサインを頼む。
椿原
演 - 野間口徹（第8話 - 最終話）
杏の弁護士としての恩師。

#### 第7話
野村聖子（のむら せいこ）
演 - 安藤聖
ヤマトテレビの連続ドラマ『女王様の法律』の次回放送を止めて欲しい、と天野を名指しで香澄法律事務所に相談に来た女性。ドラマの内容は20年前、彼女が女子大生の時に犯人と疑われた「成金老人殺人事件」に酷似しているという。真犯人は逮捕されたものの殆ど報道されず、それをモデルにしたと思われるこのドラマも女子大生が犯人として描かれており、次回放送がその解決編だという。
絹代
演 - 草村礼子
毎晩近所からの騒音に悩まされているが、音のする方には誰もおらず、まるで幽霊のようだと香澄法律事務所に相談に来た老婆。
野村美緒（のむら みお）
演 - 寺田藍月
聖子の小学生の娘。ドラマのせいで周りから「人殺しの娘」と呼ばれてしまう。
女優
演 - 向里祐香（役名：菜月）
ドラマ「女王様の法律」で犯人の女子大生を演じている女優。

#### 第8話
早川ゆう子（はやかわ ゆうこ）
演 - 高田聖子（第10話）
異母姉の温子に父の遺産を渡したくないと香澄法律事務所に相談に来た女性。
佐野将太郞（さの しょうたろう）
演 - 小沢直平
ゆう子と温子の父親。山梨の猿飛村で亡くなった。
佐野温子（さの あつこ）
演 - 浅野ゆう子
ゆう子の姉。「仕事が忙しい」と父親の介護を全て妹に押し付け、その代わり「遺産は全て譲る」と約束していたが、父親の死後、突然「遺言書を預かっている」と言い出した。
小宮小夜子（こみや さよこ）
演 - 小林涼子
将太郎を介護していたヘルパー。
裁判官
演 - 板垣雄亮
遺言書の開封をした家庭裁判所の裁判官。
鑑定士
演 - 東拓海
将太郞の残した六本木のフジヤマヒルズの部屋の資産検分を行い、2億8000万円と鑑定する。
地権者
演 - 滝裕二郎
将太郞の残した猿飛村の土地と上物を合わせ600万円と見積もり、山には価値がないとする。
医師
演 - 長野克弘
診療所の将太郞の主治医。認知症とまでは判断できなかったと話す。
弁護士
演 - まことりょう（第7話・第9話）、今若孝浩（第7話）
天野法律事務所の楓のパートナー弁護士。

#### 第9話
水島和也、役名不明
演 - 矢柴俊博、志田美由紀
東京地検特捜部の検事。笠原事務所の脱税を主導したとして蔵前を逮捕する。
田辺良平
演 - 岩崎う大
笠原事務所の顧問税理士。アイドル好き。

裁判長
演 - 坂本直季
蔵前被告の裁判の裁判長。
記者
演 - 末廣拓也、畑優子、堀内充治
香澄法律事務所前に蔵前の取材に集まった記者たち。
アイドル
演 - iiiidolll
田辺良平が追いかけているアイドルグループ。
アナウンサー
演 - 名取くるみ
今話題の人の根源に迫る「最旬人」のコーナーでハリウッド進出が決まった笠原梨乃をインタビューする。

#### 第10話
大橋いずみ（おおはし いずみ）
演 - 志田未来（最終話）
杏の父の最期を看取った青海医大病院10年勤務の看護師。退職金1000万円を積まれて退職届を書くよう迫られる。断ったものの居づらくなり先月自主退職した。
武藤慎一（むとう しんいち）
演 - 浅香航大（最終話）
青海医大病院心臓外科医。院長の息子。
天野昌幸（あまの まさゆき）
演 - 山崎一（最終話）
杏の父。故人。青海医大病院の顧問弁護士を務めていた。
武藤源三郎
演 - 螢雪次朗（最終話）
青海医科大学病院院長。
水島多江子（みずしま たえこ）
演 - 阿南敦子（最終話）
青海医大病院 看護師長。いずみに退職を迫ったのではなく、退職を提案したまでと話す。
麗子
演 - 赤間麻里子
さくらの母。
富江田トミ子（とみえだ とみこ）
演 - 大島蓉子（最終話）
青海医大病院 看護助手。7年前にも同様に心臓外科の看護師が弁護士に言いくるめられて退職したことがあったと話す。
三笠愛梨（みかさ あいり）
演 - 佐々木春香（最終話）
青海医大病院 看護師。いずみはいい先輩で、辞めて欲しくなかったと話す。
神田栞（かんだ しおり）
演 - 西出結（最終話）
青海医大病院 薬剤部。いずみは夜キャバクラで働いていたと話す。
店主
演 - 赤堀二英
辻井が行きつけの立ち飲み屋の大将。
杏の母
演 - 池田恵子
天野昌幸の後妻。
運転手
演 - 大滝明利
杏が「鷺宮」を「鷲宮」と間違えて伝えた為、埼玉県久喜市鷲宮まで彼女を運んだタクシーの運転手。
秘書
演 - 竹尾椎奈
天野法律事務所でさくらの秘書。

#### 最終話
男性
演 - 赤星昇一郎
青海医大病院の患者。7年前、慎一の手術後に亡くなった勅使河原恵子の娘の連絡先を辻井たちに教える。
男性、女性
演 - 安田仁、歌川椎子
青海医大病院の入院患者とその妻。慎一の手術後に亡くなった真山の娘・梨花の連絡先を丸屋たちに教える。
患者
演 - 田中千架子
青海医大病院の入院患者。いずみが居ないと話し相手がおらずつまらないと訴える。
女の子、母親
演 - 宮地美然、内海香織
青海医大病院から退院する女の子とその母。学校行ったら勉強してお友達と遊ぶ、と慎一に話す。
男性
演 - 大悟（千鳥）（写真のみ）
笠原梨乃の結婚相手。

## スタッフ
- 脚本 - 服部隆、おかざきさとこ、西垣匡基、中園勇也[94]、神田優、斎藤すす、市川貴幸
- 脚本協力 - おかざきさとこ、服部隆、西垣匡基
- 脚本監修 - 瑠東東一郎
- ナレーション - 時任三郎[95]
- 音楽 - 川井憲次、fox capture plan[94]
- 主題歌 - ザ・ローリング・ストーンズ「アングリー」（ユニバーサル ミュージック）[96]
- 弁護士監修 - 水野智幸、野嶋慎一郎（法政大学法科大学院）、松本雄真（松本雄真法律事務所）[97]
- 楽器所作指導 - 山田健慈
- 演出 - 瑠東東一郎、相沢秀幸[1]、中田博之
- プロデュース - 金城綾香[1]、江花松樹
- 協力プロデュース - 狩野雄太、藤島陽子（AOI Pro.）[98]
- 制作協力 - AOI Pro.
- 制作 - フジテレビ ドラマ・映画制作部
- 制作著作 - フジテレビジョン

## 放送日程
| 話数                                                                        | 放送日   | サブタイトル                                | 脚本                    | 脚本協力       | 演出       | 視聴率 |
| --------------------------------------------------------------------------- | -------- | ------------------------------------------- | ----------------------- | -------------- | ---------- | ------ |
| 第1話                                                                       | 10月13日 | 元芸能マネージャー×新人弁護士のバディ誕生!  | 服部隆 西垣匡基         | おかざきさとこ | 瑠東東一郎 | 6.9%   |
| 第2話                                                                       | 10月20日 | 過去のいじめは訴えられる?時効の壁を超えろ!  | 西垣匡基                | 服部隆         | 瑠東東一郎 | 6.6%   |
| 第3話                                                                       | 10月27日 | 少年の親権争い…親子の絆を取り戻せるか!?     | 中園勇也                | 西垣匡基       | 相沢秀幸   | 7.0%   |
| 第4話                                                                       | 11月03日 | 初めての裁判員裁判!隠された真実を暴け!      | 神田優                  | 西垣匡基       | 相沢秀幸   | 7.1%   |
| 第5話                                                                       | 11月10日 | 蔵前緊急入院!杏はパラリーガルデビュー!?     | 斎藤すす                |                | 下畠優太   | 5.9%   |
| 第6話                                                                       | 11月17日 | 蔵前完全復活!ネットの誹謗中傷の犯人を追え!  | おかざきさとこ 西垣匡基 |                | 中田博之   | 6.6%   |
| 第7話                                                                       | 11月24日 | 冤罪事件がモデルのドラマ…放送を止めろ!      | 中園勇也                |                | 片山雄一   | 6.4%   |
| 第8話                                                                       | 12月01日 | 骨肉の遺産相続争い!バディに迫られる決断とは | 市川貴幸                |                | 下畠優太   | 6.4%   |
| 第9話                                                                       | 12月08日 | バディ解散…蔵前、突然の逮捕!?杏は…          | 中園勇也                |                | 相沢秀幸   | 6.7%   |
| 第10話                                                                      | 12月15日 | 大病院に隠された秘密!杏の失踪に蔵前たちは…  | 市川貴幸                |                | 下畠優太   | 6.1%   |
| 最終話                                                                      | 12月22日 | ついに最終決着!弁護士姉妹の戦いの結末は…    | 中園勇也                |                | 相沢秀幸   | 6.5%   |
| 平均視聴率 6.6%（視聴率はビデオリサーチ調べ、関東地区・世帯・リアルタイム） |          |                                             |                         |                |            |        |

- 初回は21時 - 22時13分の15分拡大放送[3]。

## スピンオフドラマ
『うちの弁護士は手がかかる #0』のタイトルで、動画配信サービス「FOD」にて、10月13日の本編初回放送終了後から配信中。主演は日向亘。

### キャスト（スピンオフドラマ）
岩渕亮平
演 - 日向亘
上条晴香（かみじょう はるか）
演 - 葉月ひとみ
新人俳優。亮平の配達相手。
岸和田誠（きしわだ まこと）
演 - アキラ100%
上条のマネージャー。亮平をストーカー容疑で訴えようとする。
山崎慶太
演 - 松尾諭
丸屋泰造
演 - 酒向芳
香澄今日子
演 - 戸田恵子
天野杏
演 - 平手友梨奈
蔵前勉
演 - ムロツヨシ

### スタッフ（スピンオフドラマ）
- 脚本 - 服部隆[102]
- 演出 - 片山雄一[102]
- プロデュース - 江花松樹[102]
- 制作 - フジテレビ ドラマ・映画制作部[102]
- 制作著作 - フジテレビ[102]